# حفار البحر (فلم)
حفار البحر فيلم مصري من إنتاج عام 2003.

## قصة الفيلم
تدور أحداث الفيلم حول فكرة احتكار الشركات العالمية للتنقيب واستخراج البترول العربي، واستخدام كل الأساليب حتى تضمن السيطرة على ثروات العرب، وذلك من خلال مجموعة عمل مصرية يتم تكليفها بالبحث عن بترول في منطقة بالبحر الأحمر.
يقود المجموعة مهندس مصري وتنسج مؤامرة من إحدى الشركات العالمية، يتضح خلال الأحداث أن المهندس يسعى لفضح الصفقات التي يقوم بها أصحاب الشركات الكبرى التي تستغل بترول العرب.

## بطولة
| - فاروق الفيشاوي: م. معتز - فرح:د. نور عبد السلام - عبد العزيز مخيون: عباس - جميل راتب: د. كمال عابدين | - علاء مرسي: - خليل مرسي: - محمد التاجي:مرزوق - عادل فؤاد: م. عاطف | - يوسف فوزي:نيازي - سعيد طرابيك:الريس علي - سعيد الصالح - محمد شرف:أبو العينين | - حمدي يوسف:د. حسن بدوي - رفيق محسن: د. إبراهيم عبد الرحمن - أيمن حموده: أيمن - أشرف فايزة |

## روابط خارجية
- مقالات تستعمل روابط فنية بلا صلة مع ويكي بيانات